# Ring My Bell
Ring My Bell ist ein Lied von Anita Ward aus dem Jahr 1979, das von Frederick Knight geschrieben und produziert wurde. Es erschien auf dem Album Songs of Love.

## Geschichte
Ring My Bell schrieb Knight ursprünglich für die damals elfjährige Stacy Lattisaw. Diese unterschrieb bei einem anderen Label und so kam Anita Ward ins Spiel, die weder das Lied noch das Disco-Genre mochte. Letztenendes sang sie das Lied trotzdem.
Für den Rhythmus wird ein Elektronisches Schlagzeug verwendet und auch Röhrenglocken kommen zum Einsatz. Im Text ermutigt eine Frau ihren Mann sich bei ihr nach einem harten Arbeitstag zu entspannen.
Der Titel des Liedes wird im Buch The Slanguage of Sex aus dem Jahr 1984 als sexuell suggestiv angesehen. Anhand des Refrains "You can ring my bell any time you want to" (deutsch: Du kannst meine Glocken läuten, wann immer du willst) wurde der Song in den späten 1970ern scharf diskutiert, weshalb das Lied im Billboard-Magazin in der Liste 50 sexiest songs of all time aufgenommen wurde. Knight beteuerte in einem Interview, dass er suggestive Texte vermeiden wollte, um Ward ein besseres Image zu verschaffen.
Die Veröffentlichung war am 10. Mai 1979.

## Kommerzieller Erfolg

### Chartplatzierungen
In den Vereinigten Staaten, Großbritannien, Neuseeland, Kanada, Norwegen und Spanien wurde die Disco-Nummer ein Nummer-eins-Hit.
| ChartsChartplatzierungen       | Höchstplatzierung | Wochen |
| ------------------------------ | ----------------- | ------ |
| Deutschland (GfK)              | 3 (18 Wo.)        | 18     |
| Österreich (Ö3)                | 3 (16 Wo.)        | 16     |
| Schweiz (IFPI)                 | 5 (11 Wo.)        | 11     |
| Vereinigte Staaten (Billboard) | 1 (21 Wo.)        | 21     |
| Vereinigtes Königreich (OCC)   | 1 (11 Wo.)        | 11     |

| ChartsJahrescharts (1979)      | Platzierung |
| ------------------------------ | ----------- |
| Deutschland (GfK)              | 34          |
| Österreich (Ö3)                | 15          |
| Vereinigte Staaten (Billboard) | 9           |

### Auszeichnungen für Musikverkäufe
| Land/Region                  | Auszeichnungen für Musikverkäufe (Land/Region, Auszeichnung, Verkäufe) | Verkäufe |
| ---------------------------- | ---------------------------------------------------------------------- | -------- |
| Kanada (MC)                  | Platin                                                                 | 150.000  |
| Vereinigtes Königreich (BPI) | Gold                                                                   | 500.000  |
| Insgesamt                    | 1× Gold · 1× Platin ·                                                  | 650.000  |

## Coverversionen
- 1979: Max Greger (Ring My Bell/Bad Girls)
- 1979: Vicky Rosti (Soita kelloain)
- 1979: Timmy (Kratz mein Fell)[17]
- 1979: The Blood Sisters (Reggae Version)
- 1981: Brotherhood of Man
- 1987: Susi
- 1990: Cindy Brown
- 1991: DJ Jazzy Jeff & the Fresh Prince
- 2000: Ann Lee
- 2006: Michelle
- 2010: Sonia Brex
- 2019: Knorkator